# Linkuva
Linkuva est une ville de Lituanie ayant en 2005 une population de 1 770 habitants.

## Histoire
Le 23 juin 1941, après le retrait des soviétiques de la ville, plusieurs centaines de juifs en provenance de Šiauliai et des environs et se réfugient vers l'est et s'installent à Linkuva. Ils seront ensuite brutalisés et enfermés dans une étable. En juillet 1941, 180 à 200 hommes juifs, des habitants de Linkuva et les réfugiés, seront assassinés dans les environs du village de Dvariūkai par un einsatzgruppen. En août 1941, 200 à 300  femmes et enfants seront eux assassinés dans la forêt voisine de Atkočiūnai. Le crime est perpétré par des allemands aidés de nationalistes lituaniens.